# アクアゾーン
アクアゾーン（AQUAZONE）とは、シノミクス（2004年頃フロンティアグルーヴに吸収合併）から発売されていたPC用観賞魚飼育シミュレーションソフトウェア。または、その一連のシリーズの総称。
かつては人気の育成シミュレーションソフトとして知られ、売り上げは10万本を超えた。魚、水草、アクセサリー（流木など）、餌、薬品などを追加アイテムとして購入が可能。
アクアゾーンの権利はフロンティアグルーヴを経て、2007年11月からSmith Micro Softwareに移っている。
なお、本シリーズの初出は1993年2月に出たMac版だが、MAXISがほぼ同時期（1993年3月）にIBM-PCで『エル・フィッシュ』という同系統のソフトを発表している。こちらを開発したのはロシアのアニマテックスというソフトハウスで、デザインしたのはあのテトリスで名を馳せたアレクセイ・パジトノフであった。

## PC版
- AQUAZONE 1.0 Mac版が発売 1993年2月
  - AQUAZONE 1.0 Win版が発売 1994年8月
- AQUAZONE 1.5 Mac版が発売 1995年10月
  - AQUAZONE 1.5 Win版が発売 1996年4月
- AQUAZONE 1.5用の様々なオプションディスクが発売される 1996年11 - 1998年4月
  - エンゼルフィッシュ/ブラックモーリー/クラウンローチ/レッドファントムテトラ/ペンシルフィッシュ/レッドプラティなど
  - 架空の魚を飼育するMEKASIAシリーズがスタート
- 世界遺産をテーマにしたアクセサリーキットが発売 1997年11月
- 遺伝による交配を楽しめるPower Updaterグッピーブリーディングセットが発売 1998年7月
  - グッピー・スターターキットも同時期に発売
- 大型魚のアロワナが飼育可能になるPower Updaterアロワナが発売 1999年4月
  - アロワナ・スターターキットが発売 1999年8月
- MACWORLD Expo/Tokyo'99にて当時のiMacの形をした魚iMacinfishの6色が限定発売された（アイテムの性質上Mac限定）。 1999年7月
- AQUAZONE Pureがコンビニ・家電量販店などで発売される1999年7月
- AQUAZONE Flavorが発売 1999年12月
  - AQUAZONE Flavor 01 Green:ネーチャーアクアリウムの緑をテーマにしたオプションディスク。グローライトテトラ/ペンギンテトラ/レモンテトラ/シルバーハチェットと水草などの水槽アイテムを収録。
  - AQUAZONE Flavor 02 Nightmare: 奇妙で不思議な水槽風景を演出するオプションディスク。新魚種のブラインド・ケーブ/グラスキャット/エレファントノーズと珍しい水草などの水槽アイテムを収録。
- ディスカスの飼育が可能になるPower Updaterディスカスが発売 1999年12月
  - ディスカス・スターターキットが発売 2000年4月
- AQUAZONE Pure 金魚が発売 1999年12月
- AQUAZONE Pure 世界のメダカが発売 2001年6月
- Power Updaterプレコが発売 2001年9月
  - プレコ・スターターキットも発売
- AQUAZONE Open Waterシリーズが発売 2006年7月
  - 琉球珊瑚の海 2006年7月14日
  - 小笠原の蒼い海 2006年9月1日
  - 悠久のアマゾン 2006年10月27日
  - 流氷の白い海 2006年12月8日
  - 知られざる深海世界 2007年1月26日
  - 渓流と身近な水景 2007年4月27日

## コンシューマー版
アクアゾーン for SEGASATURN
1996年7月12日発売のセガサターン用ソフト。同年12月にはオプションディスク（5種）が発売された。
AQUAZONE 〜LIFE SIMULATOR〜
2006年9月14日発売のXbox 360用ソフト。Xbox Liveマーケットプレースより追加アイテムの購入が可能だった。（配信終了済）
さかなと遊ぼう！AQUAZONE DS〜熱帯魚〜
2008年3月27日発売のニンテンドーDS用ソフト。ガンホー・オンライン・エンターテイメントより発売。